# Artena inversa
Artena inversa là một loài bướm đêm trong họ Erebidae.